# Peter Götz (Politiker)

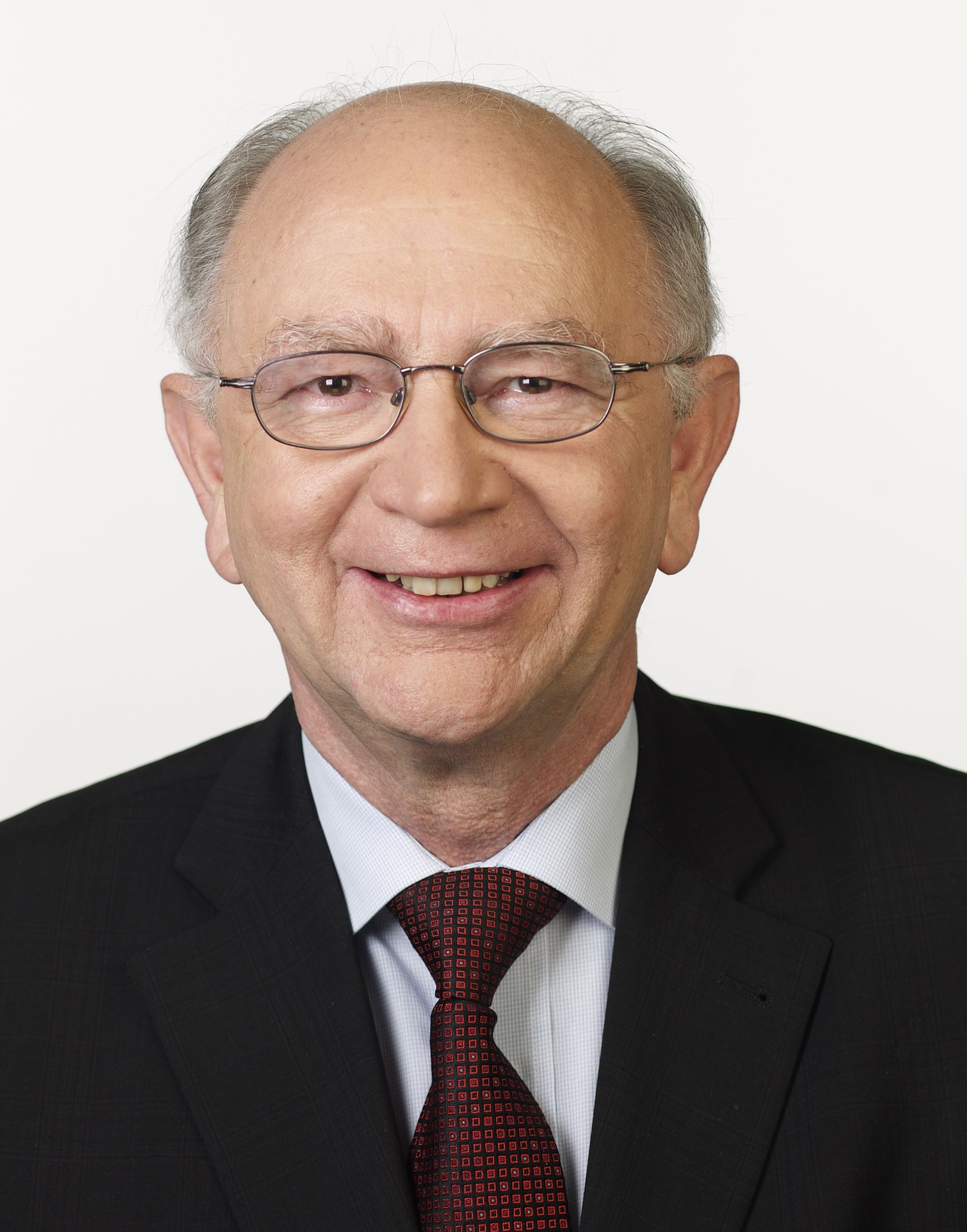
Peter Götz (2009)

Peter Götz (* 24. September 1947 in Baden-Baden) ist ein deutscher Politiker (CDU).
Er war von 1997 bis 2013 Bundesvorsitzender der Kommunalpolitischen Vereinigung der CDU und CSU Deutschlands (KPV) und seit 1998 kommunalpolitischer Sprecher und Vorsitzender der Arbeitsgemeinschaft Kommunalpolitik der CDU/CSU-Bundestagsfraktion.

## Leben und Beruf
Götz absolvierte bis 1968 eine Ausbildung für den gehobenen Verwaltungsdienst und leistete anschließend bis 1970 seinen Wehrdienst ab. Er kehrte dann in die Verwaltung der Stadt Gaggenau zurück und besuchte außerdem von 1973 bis 1975 die Verwaltungs- und Wirtschaftsakademie in Freiburg im Breisgau, die er als Immobilienwirt (VWA) abschloss. Götz war bis 1985 bei der Stadt Gaggenau, zuletzt als Leiter des Bauverwaltungsamtes und der Koordinierungsstelle für Umweltschutz, tätig. 1985 wurde Götz vom Gemeinderat der Stadt Gaggenau zum 1. Beigeordneten (Bürgermeister) gewählt. Dieses öffentliche Amt übte er bis zu seiner Wahl in den Deutschen Bundestag im Jahr 1990 aus.
Er war Mitglied im Stiftungsrat der Bundesstiftung Baukultur. Bei der Baden-Badener Eberhard-Schöck-Stiftung ist Peter Götz als Kurator tätig.
Peter Götz ist verheiratet und hat vier erwachsene Kinder.

## Partei
Götz trat 1974 in die CDU und die Junge Union ein und gehörte von 1974 bis 1982 dem Vorstand der CDU Rastatt an.
Von 1985 bis 1993 war Götz Vorsitzender des Kreisverbandes Rastatt der Kommunalpolitische Vereinigung (KPV) der CDU. Von 1992 bis 1998 war er Vorsitzender des KPV-Bezirksverbandes Nordbaden und von 1994 bis 1998 auch stellvertretender KPV-Landesvorsitzender in Baden-Württemberg. 1997 wurde Götz zum Bundesvorsitzenden der Kommunalpolitischen Vereinigung der CDU und CSU Deutschland  gewählt. Dieses Amt hatte er bis 2013 inne. 2013 wurde er von der Mitgliederversammlung einstimmig zum Ehrenvorsitzenden gewählt.

## Politik
Götz gehörte von 1975 bis 1985 dem Stadtrat von Rastatt und dem Ortschaftsrat von Rastatt-Wintersdorf an. Von 1977 bis 1985 war er außerdem ehrenamtlicher Ortsvorsteher des Riedorts Wintersdorf.
Von 1990 bis 2013 war Götz Mitglied des Deutschen Bundestages. Hier war er seit 1998 Vorsitzender der Arbeitsgemeinschaft Kommunalpolitik und kommunalpolitischer Sprecher der CDU/CSU-Bundestagsfraktion. 
Ferner war er unter anderem Mitglied der Parlamentarischen Versammlung des Europarats und der Versammlung der WEU, Mitglied der Interparlamentarischen Union (IPU) sowie Mitglied im Stiftungsrat der Bundesstiftung Baukultur.
Peter Götz ist stets als direkt gewählter Abgeordneter des Wahlkreises Rastatt in den Bundestag eingezogen. Bei der Bundestagswahl 2009 erreichte er 48 % der Erststimmen. Er trat bei der folgenden Bundestagswahl 2013 nicht mehr an.
Von 1996 bis 2008 war er Europäischer Präsident der Global Parliamentarians on Habitat (GPH) und von 2008 bis 2014 Präsident des Weltdirektoriums der GPH. Seit 2014 ist Götz Präsident des Advisory Council dieser internationalen Parlamentarierorganisation, die eng mit den Vereinten Nationen (UN-Habitat) zusammenarbeitet.

## Mitgliedschaften
- 2019 wurde Götz von Entwicklungsminister Gerd Müller als einer von 20 ehrenamtlichen Botschaftern für Kommunale Entwicklungspolitik nominiert.[5]
- Bei der Baden-Badener Eberhard-Schöck-Stiftung ist Peter Götz Mitglied des Kuratoriums.[6]

## Öffentliche Ämter
Von 1985 bis 1990 war Götz Erster Beigeordneter (Bürgermeister) der Stadt Gaggenau.